# Batalha do Piemonte

A Batalha de Piedmont foi travada em 5 de junho de 1864, na vila de Piedmont, Condado de Augusta, Virgínia. O general de divisão da União David Hunter enfrentou os confederados sob o comando do brigadeiro-general William E. "Grumble" Jones ao norte de Piedmont. Após combates intensos, Jones foi morto e os confederados foram derrotados. Hunter ocupou Staunton em 6 de junho e logo começou a avançar sobre Lynchburg, destruindo depósitos militares e propriedades públicas em seu caminho.

## Contexto

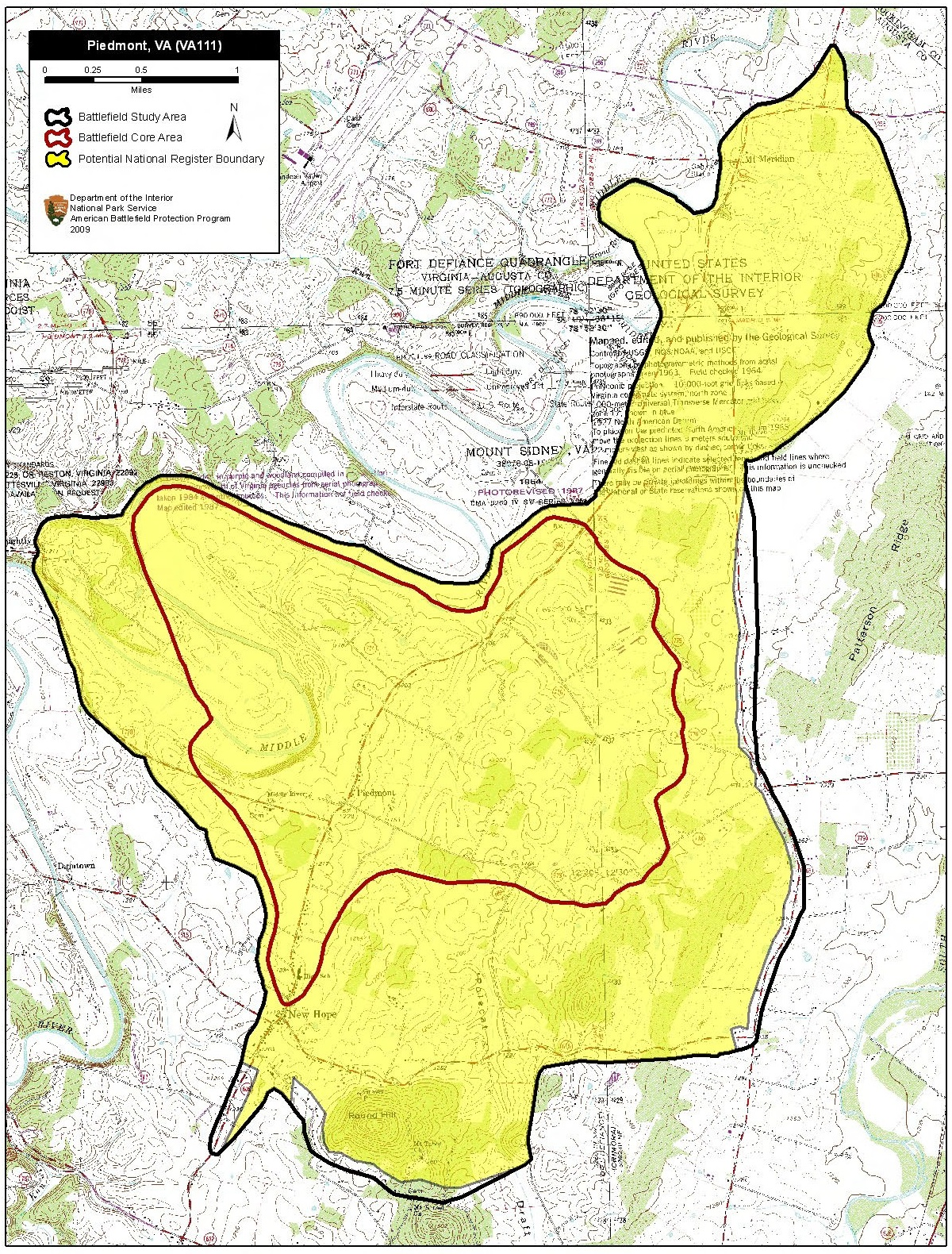
Mapa do campo de batalha de Piedmont mostrando as áreas centrais e de estudo pelo American Battlefield Protection Program.

A Batalha de Piedmont resultou da iniciativa de 1864 do tenente-general Ulysses S. Grant de manter as forças americanas na ofensiva e impedir que os confederados transferissem tropas de uma região para outra. No Vale do Shenandoah, Grant havia originalmente colocado o general de origem alemã Franz Sigel no comando, no entanto, após a derrota de Sigel na Batalha de New Market em 15 de maio, Grant o destituiu e colocou o general de divisão David Hunter no comando do Exército do Shenandoah dos Estados Unidos em 21 de maio.
Hunter rapidamente reagrupou seu pequeno exército e ordenou que suas tropas vivessem das abundantes fazendas do Vale do Shenandoah. Ele avançou pelo vale em direção a Staunton em 26 de maio contra leve oposição dos confederados. Após New Market, a maioria das forças confederadas no vale se juntou ao Exército da Virgínia do Norte, deixando apenas a brigada do brigadeiro-general John D. Imboden e as Reservas do Vale para confrontar Hunter. Imboden manteve Robert E. Lee informado dos movimentos de Hunter, mas pouco podia fazer para retardar Hunter com suas forças escassas. Hunter direcionou sua mira para Staunton, um importante centro ferroviário e logístico para a Confederação.
O rápido avanço da União logo após sua derrota em New Market pegou os confederados de surpresa. Intimamente engajado com o Exército do Potomac, Lee recorreu ao brigadeiro-general William E. "Grumble" Jones, comandante interino do Departamento Confederado do Sudoeste da Virgínia e Leste do Tennessee para assistência, instruindo-o a abrir comunicações com Imboden. Jones logo foi para o Shenandoah com aproximadamente 4 000 soldados de infantaria e cavaleiros desmontados.
Em 3 de junho, o Exército da União havia alcançado Harrisonburg. Imboden havia concentrado suas forças em Mount Crawford na margem sul do Rio Norte, bloqueando o caminho direto de Hunter para Staunton pela Valley Turnpike. Imboden, nativo do vale do Condado de Augusta, estabeleceu seu quartel-general na Casa Grattan, onde sua força cresceu quando os reforços começaram a chegar do Sudoeste da Virgínia.
Na manhã de 4 de junho, Hunter enviou uma força diversiva em direção a Mount Crawford enquanto seu exército principal se dirigiu para o leste até Port Republic, onde acampou durante a noite. O general Jones havia chegado à Casa Grattan e assumido o comando do Exército Confederado do Distrito do Vale, hastilmente montado. Quando batedores confederados relataram a marcha de flanco de Hunter, Imboden sugeriu que se movessem para Mowry's Hill no leste de Augusta para confrontar Hunter. Segundo Imboden, Jones concordou em marchar sua infantaria e cavalaria desmontada para Mowry's Hill no leste de Augusta, onde confrontariam Hunter em 5 de junho. Jones ordenou que Imboden liderasse todas as tropas montadas em direção ao Monte Meridian, algumas milhas ao sul de Port Republic na Estrada de Staunton ou Leste. Jones acrescentou que Imboden deveria atrasar o avanço de Hunter, mas instruiu Imboden a evitar qualquer confronto sério quando os federais se aproximassem na manhã seguinte.

## Batalha

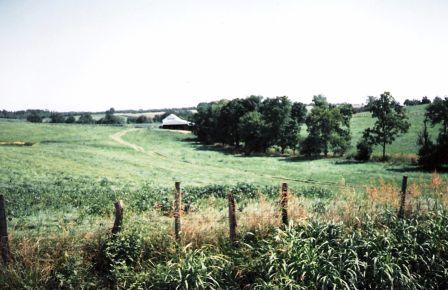
A 20ª Cavalaria da Pensilvânia atacou da direita para a esquerda nesta imagem, em direção ao Rio Médio nas proximidades do celeiro, onde capturaram centenas de prisioneiros.

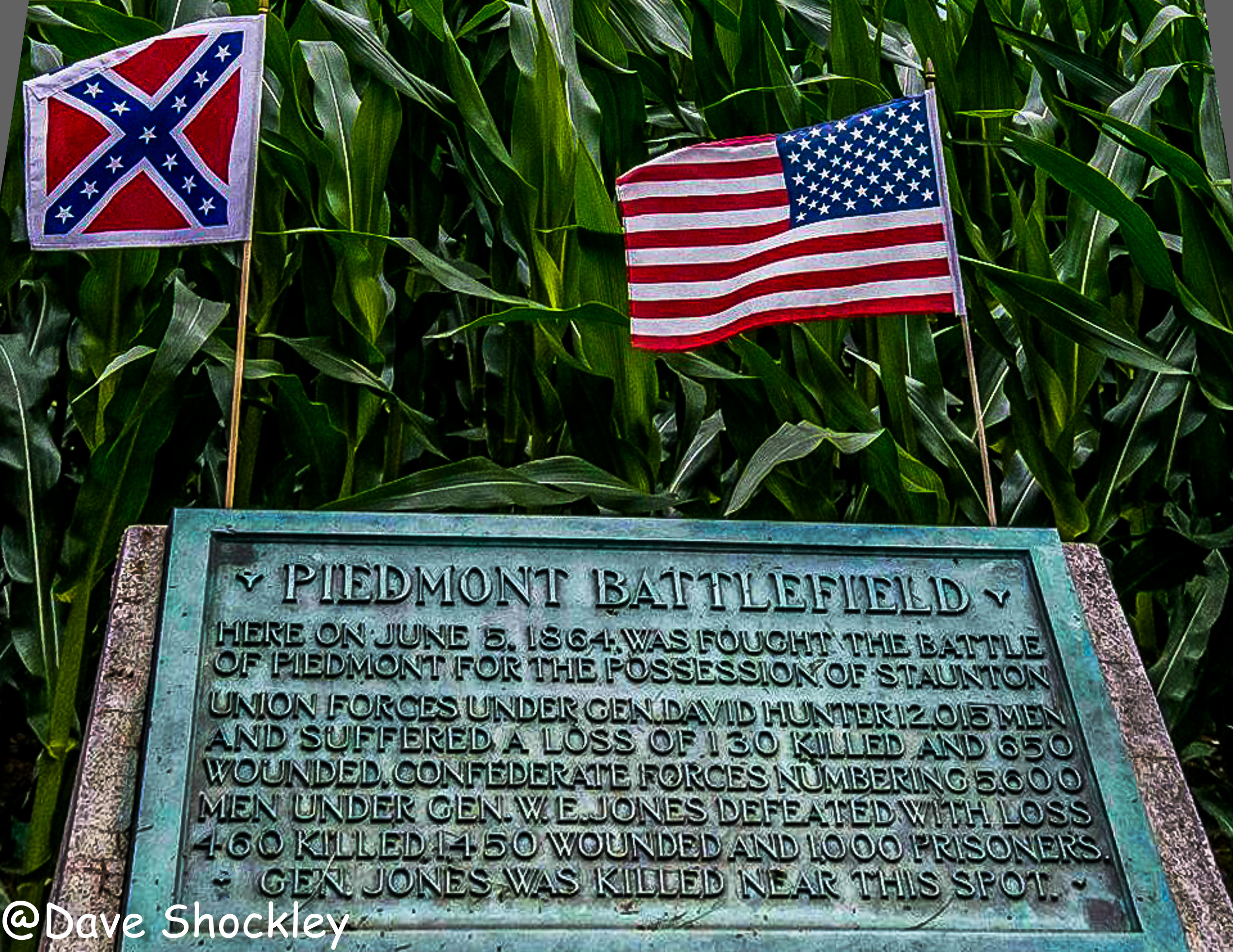
Monumento do campo de batalha à beira da estrada.

Após passar uma noite chuvosa acampado nos arredores sul de Port Republic, o exército de Hunter marchou para o sul na Estrada de Staunton em direção ao Monte Meridian através da névoa matinal. A cavalaria do general de divisão Julius Stahel liderou o avanço, repelindo os postos avançados de Imboden. Quando o regimento avançado de Stahel alcançou o Monte Meridian, Imboden contra-atacou com sucesso com o 18º Regimento de Cavalaria da Virgínia. Stahel enviou reforços para a luta e rapidamente dominou os virginianos. Imboden mal escapou da captura e apenas a carga oportuna do restante de sua brigada, que incluía reservas locais, salvou o 18º da Virgínia do desastre. Os confederados então recuaram lentamente em direção à vila de Piedmont. Imboden esperava se juntar às forças do general Jones em Mowry's Hill, mas ficou surpreso ao encontrá-lo em Piedmont. Os dois comandantes debateram a situação, e então Jones (que superava Imboden em patente) decidiu resistir e lutar.
Jones avançou um batalhão de cavalaria desmontada, convalescentes e homens destacados várias centenas de metros à frente de sua ala esquerda, apoiado por uma seção de artilharia montada, e o avanço de Stahel foi interrompido. Jones posicionou suas duas brigadas de infantaria (sua ala esquerda) ao longo da borda de um bosque que se estendia da Estrada de Staunton (ou Leste) até os altos penhascos do Rio Médio que ancoravam seu flanco esquerdo. Ele ordenou que Imboden guardasse seu flanco direito extremo com a cavalaria. À esquerda imediata de Imboden, a brigada do brigadeiro-general John C. Vaughn de cavaleiros desmontados do Tennessee e da Geórgia entrou em posição. O flanco esquerdo de Vaughn ficou seiscentos metros atrás da ala direita de Jones, criando uma lacuna no centro de sua linha. Lá ele posicionou duas baterias, incluindo a artilharia de reserva do Capitão Marquis operada por jovens de 17 e 18 anos do Condado de Augusta.

O chefe de estado-maior de Hunter, coronel David Hunter Strother, descreveu o campo de batalha: 
Citação: A posição do inimigo era forte e bem escolhida. Era em um côncavo de colinas arborizadas comandando um vale aberto entre e encostas abertas e suaves na frente. À nossa direita, avançando da vila de Piedmont, havia uma linha de defesas de troncos e trilhos muito bem localizadas na borda de uma floresta e logo atrás da elevação de uma colina lisa e aberta, de modo que as tropas que se movessem sobre esta colina pudessem ser dizimadas por mosqueteria das obras a curta distância e para impedir que a artilharia fosse usada contra elas. O flanco esquerdo desta paliçada repousava em um penhasco íngreme e impraticável de sessenta pés de altura e banhado em sua base pelo Shenandoah [Rio Médio].
Ao meio-dia, a infantaria de Hunter sob o comando do brigadeiro-general Jeremiah C. Sullivan avançou. A brigada do coronel Augustus Moor expulsou a linha avançada de Jones no lado oeste da Estrada de Staunton (Leste), parando ao longo da borda de um lote arborizado oposto àquele onde a infantaria confederada de Jones estava posicionada. Sullivan ordenou um avanço, mas a infantaria rebelde bem protegida repeliu o esforço. No lado leste da estrada, a brigada do coronel Joseph Thoburn avançou através de um barranco arborizado em direção à posição de Imboden sob pesado fogo de artilharia. Thoburn recuou para apoiar a artilharia da União quando viu a repulsa de Moor. Durante essas ações, a artilharia da União sob o comando do capitão Henry DuPont sistematicamente silenciou a maioria dos canhões confederados. Apenas alguns canhões com Imboden no extremo direito confederado permaneceram ativos.
Neste ponto, Jones decidiu retirar sua ala esquerda para que ela ficasse alinhada com Vaughn e Imboden, mas os eventos logo mudaram sua opinião. Sullivan reforçou Moor com dois regimentos e ordenou outro ataque, mas foi novamente repelido. Desta vez os confederados contra-atacaram, mas uma resistência do 28º de Ohio e alguns cavaleiros desmontados armados com carabinas repetidoras Spencer, apoiados por uma seção de artilharia, forçaram os sulistas a recuar para suas trincheiras. Um Jones encorajado agora reorganizou suas forças para lançar um ataque concentrado contra a brigada maltratada de Moor. Jones ordenou que Vaughn avançasse a maior parte de sua brigada para a ala esquerda. O 60º Regimento de Infantaria da Virgínia se moveu de sua posição na borda do bosque cobrindo a grande lacuna no centro de sua linha de batalha. Os virginianos acabaram em uma segunda linha de batalha atrás da linha confederada principal, deixando a lacuna completamente indefesa.
A concentração de tropas de Jones contra a brigada de Moor não passou despercebida. Os federais avistaram a lacuna no flanco direito da ala esquerda de Jones, e Hunter ordenou que a brigada de Thoburn atacasse a posição confederada vulnerável. Thoburn rapidamente avançou a poucos metros dos confederados antes que seus homens fossem avistados, e despedaçou o flanco sul. Ao mesmo tempo, a brigada de Moor se juntou ao assalto contra a frente confederada. Jones tentou recuperar a situação trazendo as Reservas do Vale, que atrasaram o avanço de Thoburn mas foram incapazes de rechaçá-lo. Jones correu até um pequeno grupo de confederados que se reagrupavam e então carregou em direção à infantaria da União que avançava. Uma bala da União o atingiu na cabeça, matando Jones instantaneamente. As forças da União conduziram os confederados em direção aos penhascos do Rio Médio, dividindo a força confederada em duas metades. Nos penhascos, as forças convergentes das brigadas de Thoburn e Moor, apoiadas por parte da cavalaria de Stahel, capturaram quase 1 000 confederados não feridos. Uma seção da artilharia montada da Virgínia do capitão John McClanahan manteve sua posição perto da vila de Piedmont, atrasando o avanço da União para o sul e mal escapando da captura.
Na Estrada de Staunton (Leste), a 1ª Cavalaria Veterana de Nova York lançou uma perseguição vigorosa dos confederados derrotados. No entanto, outra seção da bateria de McClanahan e elementos da brigada de Vaughn não enviados para a esquerda rapidamente se posicionaram ao longo da estrada entre as vilas de Piedmont e New Hope. Quando os nova-iorquinos perseguiram pela estrada atrás dos sulistas em fuga, esta retaguarda confederada abriu fogo devastando a cavalaria da União e diminuindo seu entusiasmo por qualquer perseguição adicional. Embora pelo menos 1 500 confederados tivessem sido perdidos, a ação de retaguarda em New Hope permitiu que os remanescentes do exército escapassem de maiores danos. Vaughn soube que era agora o oficial sênior como resultado da morte de Jones, mas ele não estava familiarizado com o Vale do Shenandoah e simplesmente adotou as recomendações de Imboden. O exército de Hunter reuniu os prisioneiros e cuidou dos feridos em Piedmont, onde o Exército do Shenandoah acampou durante a noite, tendo perdido quase 900 homens mortos e feridos. No dia seguinte, tornou-se o primeiro exército da União a entrar em Staunton.